# Lijst van weg- en veldkapellen in Voerendaal
Dit is een onvolledige lijst van veldkapellen in de gemeente Voerendaal. Kapelletjes komen vooral in het zuiden van Nederland voor en werden dikwijls gebouwd ter verering van een heilige.
| Kapel                                  | Adres                          | Plaats      | Bouwperiode | Architect | Foto                          |
| -------------------------------------- | ------------------------------ | ----------- | ----------- | --------- | ----------------------------- |
| Sint-Corneliuskapel (Bevrijdingskapel) | Geerweg-Colmonterweg           | Colmont     | 1946        |           | Sint-Corneliuskapel (Colmont) |
| Mariakapel                             | Craubekerstraat-Holleweg       | Craubeek    | 1929        |           | Mariakapel (Craubeek)         |
| Mariakapel                             | Hunsstraat                     | Ubachsberg  | 1954        |           | Mariabeeld (Ubachsberg)       |
| Mariakapel                             | Oude Schoolstraat-Pingenstraat | Ubachsberg  | 1919        |           | Mariakapel (Ubachsberg)       |
| Mariakapel                             | Valkenburgerweg-Tenelenweg     | Voerendaal  | 1938        |           | Mariakapel (Voerendaal)       |
| Mariakapel                             | Burgemeester Crousplein        | Weustenrade | 1956        |           | Mariakapel (Weustenrade)      |
| Mariakapel                             | Winthagen                      | Winthagen   | 1955        |           | Mariakapel (Winthagen)        |